# Avram Petronijević
Avram Petronijević (Tekija, 13 settembre 1791 – Costantinopoli, 22 aprile 1852) è stato un politico serbo, più volte Ministro degli Esteri e tre volte primo ministro del Principato di Serbia dal 26 febbraio 1839 al 7 aprile 1840, dal 7 settembre 1842 al 6 ottobre 1843 e dall’11 ottobre 1844 al 22 aprile 1852.
Dopo aver insegnato nella città di Orșova (che attualmente si trova in Romania) nel 1817 torna in Serbia dove diventa il segretario persone del principe Miloš.
In seguito, dal 1821 al 1826 lavora all'ambasciata serba a Costantinopoli.
Aderisce al movimento degli Ustavobranioci (difensori della Costituzione) contro le mire autoritarie del principe Miloš e durante il regno di Aleksandar Karađorđević ricopre la carica di Ministro degli Esteri e di primo ministro.